# 疣果花楸
疣果花楸（学名：Sorbus corymbifera）是蔷薇科花楸属的植物。分布于老挝、缅甸、越南、柬埔寨、印度、泰国以及中国大陆的广西、广东、贵州、云南等地，生长于海拔1,200米至3,400米的地区，多生在湿润混交林中、岩边、山谷中和有时附生其他大树上，目前尚未由人工引种栽培。